# Palazzo De Blasio

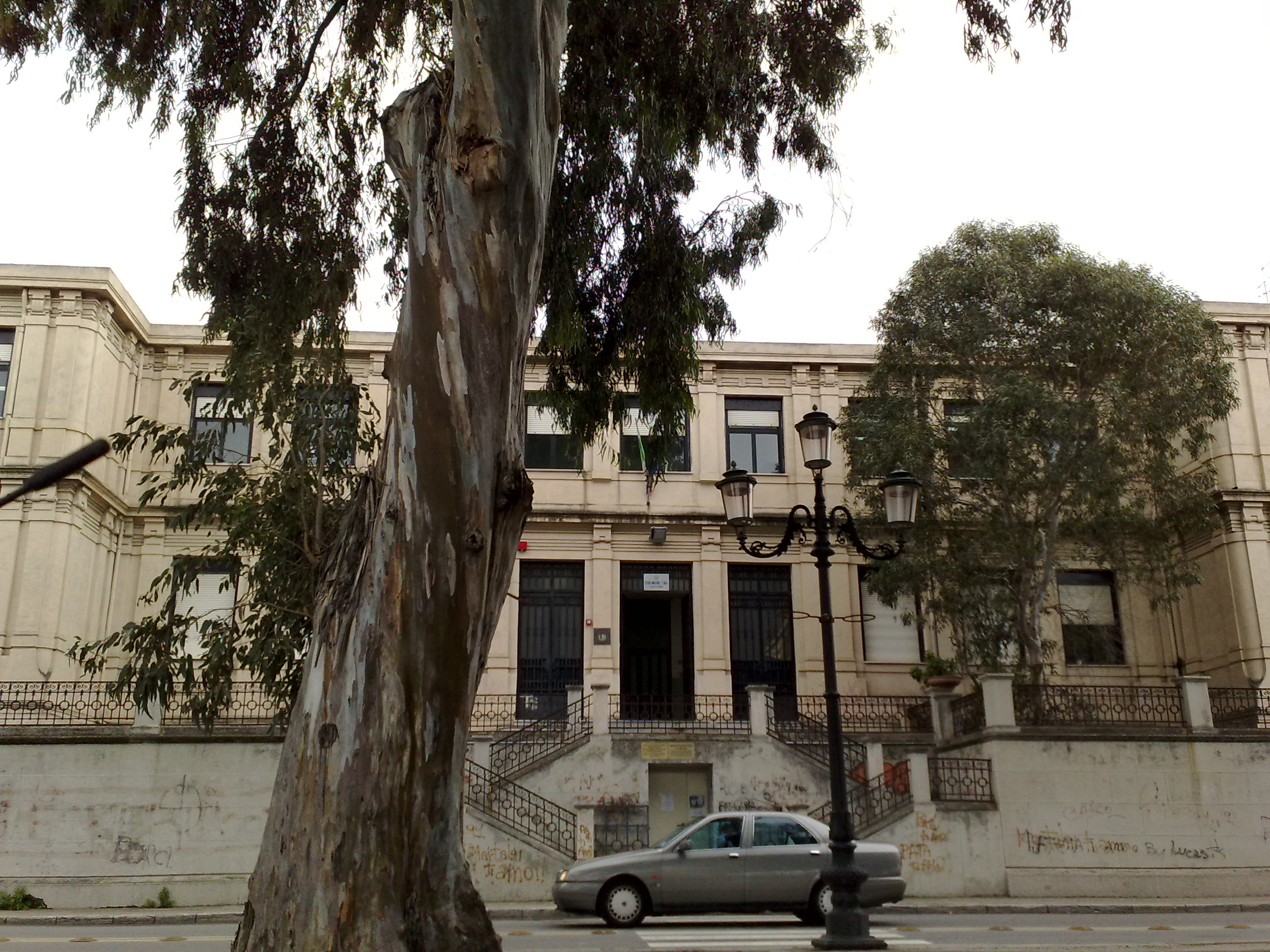
Palazzo De Blasio in Reggio Calabria, Standort des Liceo Tommaso Gulli

Der Palazzo De Blasio ist ein Jugendstilpalast aus den 1910er-Jahren in Reggio Calabria in der italienischen Region Kalabrien. Dort ist eine der beiden Schulen am Corso Vittorio Emanuele III untergebracht. Anfangs hieß sie Scuola Normale Femminile; später wurde daraus das Liceo Tommaso Gulli.

## Geschichte und Beschreibung
Das Gebäude war das erste öffentliche Gebäude, das nach dem Erdbeben von 1908 erbaut wurde. Es wurde vom Bauingenieur Domenico Genoese Zerbi entworfen und die Bauarbeiten begannen im September 1911. Einen Teil der Kosten trug das Comitato Lombardo, das sich um die Schule seit ihrer Gründung gekümmert hatte.
Der Grundriss des Gebäudes hat die Form eines unregelmäßigen „C“; das Gebäude hat zwei Stockwerke und einen Innenhof, der den Erholungsaktivitäten der Schülerinnen dienen sollte.
Die Hauptfassade zeigt zum Lungomare Falcomatà hin; zwei Baukörper liegen an den Ecken etwas weiter vorne als der mittlere Baukörper. Der Eingang liegt etwas über dem Straßenniveau, um dem Höhenunterschied zu entsprechen, der von der Mitte der Via 2 Settembre konstant verläuft.
Zwei Treppenzüge mit eiserner Balustrade, verbunden mit drei kleinen Pfeilern umgeben das gesamte Gebäude; im Erdgeschoss des Mittelbaus bilden drei originale, große Portale in Eisen und Glas den Haupteingang, die anderen Öffnungen verteilen sich regelmäßig und symmetrisch über das Erdgeschoss und das Obergeschoss, breite Glasfenster, gerahmten in kleinen Eisenstreifen. Über die gesamte Trauflinie verläuft ein Gesims, unterbrochen durch Friese der Lisenen mit dekorativen Motiven.